# میسیوسی داکوواکا
میسیوسی داکوواکا (انگلیسی: Masivesi Dakuwaqa؛ زادهٔ ۱۴ فوریهٔ ۱۹۹۴) بازیکن راگبی ۷ نفره اهل فیجی است.
وی به‌همراه تیم ملی راگبی ۷ نفره فیجی به مقام قهرمانی در بازی‌های المپیک تابستانی ۲۰۱۶ رسیده‌است.